# Sani Suleiman
Sani Suleiman (1º settembre 2006) è un calciatore nigeriano, attaccante dell'AS Trenčín.

## Carriera
È cresciuto nel settore giovanile dell'Akwa Utd, dove ha debuttato nel corso della stagione 2023-2024. Il 10 agosto 2024 è stato acquistato a titolo definitivo dall'AS Trenčín, ed il 17 settembre ha debuttato nell'incontro di Superliga perso 3-0 contro il DAC Dunajská Streda.

## Statistiche

### Presenze e reti nei club
Statistiche aggiornate al 15 marzo 2025.
| Stagione        | Squadra         | Campionato      | Campionato | Campionato | Coppe nazionali | Coppe nazionali | Coppe nazionali | Coppe continentali | Coppe continentali | Coppe continentali | Altre coppe | Altre coppe | Altre coppe | Totale | Totale | Totale |
| Stagione        | Squadra         | Comp            | Pres       | Reti       | Comp            | Pres            | Reti            | Comp               | Pres               | Reti               | Comp        | Pres        | Reti        | Pres   | Reti   |        |
| --------------- | --------------- | --------------- | ---------- | ---------- | --------------- | --------------- | --------------- | ------------------ | ------------------ | ------------------ | ----------- | ----------- | ----------- | ------ | ------ | ------ |
| 2023-2024       | Akwa Utd        | PL              | 19         | 11         | CN              | 0               | 0               | -                  | -                  | -                  | -           | -           | -           | 19     | 11     |        |
| 2024-2025       | AS Trenčín      | SL              | 15         | 0          | CS              | 2               | 0               | -                  | -                  | -                  | -           | -           | -           | 17     | 0      |        |
| Totale carriera | Totale carriera | Totale carriera | 34         | 11         |                 | 2               | 0               |                    | -                  | -                  |             | -           | -           | 36     | 11     |        |